# 플루토49
플루토49는 대한민국의 전 음악 그룹이다. 이전 이름은 'Moon in Suit'였다. 2023년 8월 26일을 끝으로 해체했다.

## 방송
- 락쿵 (2022) - Top47

## 음반
- Another Man (2018)
- Paperboat (2019)